# Тереза Свендсен
Тереза Свендсен (нар. 13 березня 1989) — шведська плавчиня.
Учасниця Олімпійських Ігор 2012 року.
Призерка Чемпіонату Європи з водних видів спорту 2012 року.